# Фернан-Дюбуа, Эмиль
Эмиль Ферна́н-Дюбуа́ (фр. Émile Fernand-Dubois; 1869[…], Париж — 1952[…], Вильжюиф) — французский скульптор, благотворитель, музейный деятель.

## Биография
Родился в 1869 году в Париже. Ученик Жюля Далу. С начала 1900-х годов — постоянный экспонент Салона Независимых и Салона французских художников.
Как скульптор, был известен в первую очередь созданием небольших мраморных работ, а также военных мемориалов в память о павших в Первой мировой войне.
Куратор Музея Луары в Кон-Кур-сюр-Луар (с 1921). Создатель благотворительной организации «La Horde» (1925), оказывавшей поддержку малоимущим художникам Монпарнаса. Средства для этих целей собирались посредством ежегодных благотворительных балов.
Скончался в 1952 году и был похоронен в городе Кон-Кур-сюр-Луар.

## Галерея
- Статуя «Перед лицом Любви». Вийёрбан, городская ратуша
- Бюст Марианны, ок. 1920
- Ева с яблоком
- Юноша с арфой (два повторения)
- Военный мемориал
- Военный мемориал